# Cacowards
Cacowards（カコワード）は、年間で最も傑出したファーストパーソン・シューティングゲーム『Doom』のゲームMod「Doom WAD」を称える毎年恒例のオンライン表彰式。表彰されるModは単一ステージ、ステージパックまたは従来のDoomとは大きく異なるゲームプレイを特徴とする「トータルコンバージョン」など様々である。 
2004年以降、Doomのファンサイトである「doomworld.com」がカコワードを主催している。 

## 歴史
2003年、DoomworldはDoomの10周年を記念して、マイク・"サイブ"・ワトソンとアンドリュー・"リングィーサ"・スタインによって書かれた記事とレビューのシリーズ「10 Years of Doom」で過去10年間のDoomのModコミュニティの歴史とレガシーを論じた。このイベントは2004年にカコワードとして継続され、その年のDoom Modコミュニティへの最も注目すべき貢献について議論することに重点が置かれた。
同賞の名前はDoomのモンスター「カコデーモン（Cacodemon）」に由来しており、受賞者にはカコデーモン像が贈られる。 

## カテゴリー
Cacowardsの主要部門はトップ10で、年間で最も有名な10のDoom WADについて論じている。 
- Multiplayer Awards： マルチプレイヤー志向の代表的なWADに授与される。
- Gameplay Mod Awards：武器や敵を追加または変更するなど、Doomの基本のゲームプレイを変更または変換する高品質のModに授与される。
- Mockaward：「年間最優秀コメディWAD」に授与される。このようなWADは、ユーモラスな意図で設計されていることが多く、ゲームプレイのバランスと寿命に重点が置かれていない。Mockaward部門は2017年に廃止された[2]。
- Mordeth Award：今年リリースされた中で開発期間が最も長いプロジェクトに授与される。部門の名称は1997年から開発中のDoomの総変換Mod「Mordeth」を参照している[3]。
- Worst WAD：非常に低品質のWADに授与される。この部門は低努力のコンテンツに対してユーザーに報酬を与えることへの懸念を受けて、2011年に廃止された[4]。

## 評価
カコワードは、高品質のDoom Modのリソースとして絶賛されている。このイベントについてPC Gamerは「最高のDoomマップとModへの直行ルートを望むのなら、行くべき場所はカコワードだ」と述べている 。Rock, Paper, Shotgunは同様の感想を披露し、カコワードは「多くの場合、優れていて面白い新しいものへの便利な指針だ」と述べている。賞の受賞者の多くは、年次式典のハイライトをレビューすることが多いカコワードを報じるジャーナリストから追加の称賛を受けている。